# 三神荒木流
三神荒木流（さんじんあらきりゅう）とは、荒木流から派生した柔術の流派である。

## 歴史
三神荒木流之序によると、天正の頃に藤原勝真が京都愛宕山に参籠中に霊夢により奥義を授かり始まったとされる。
流祖は、荒木夢仁齋源秀縄である。
三神荒木流は、埼玉県、栃木県、群馬県などで行われていた。
現在は埼玉県秩父の山間に伝わっていた系統が現存している。

## 技法
48手の技法が伝えられている。
荒木流から大きく変容し独自の内容となっている。　
逆技が多く昭和初期頃までは逆柔術という名で近隣に知られていた。
左副、巖風、頭落、雷、手違、闇夜、鋏箱、後落、両胸取、外烏帽子、内烏帽子、
立波破、巖石落、折胸取、与違、尺八、人嵐、八重垣、稲妻、密落、壹掃、立巴、横巴、
三眼、連眼、實負、地獄落、蜻蛉、臑砕、伏、碇止、天窓砕、泊舩、天秤、鞆返、八重霞、
桔槹、負抱解、後抱解、老探、夢枕、二疋獅子、闇照、御所車、両京遊、鹿一足、七里拽、未明

## 系譜
- 荒木夢仁齋源秀縄
- 森霞之助勝重
- 山本嘉助勝之
- 小林市左衛門重光
- 常田三右衛門重之
- 山崎九左衛門重久
- 清水伴右衛門重高
- 市川与兵衛元利
- 市川四三二秀興
- 徳田四郎兵衛橘博髙
- 義海法師祐昌
- 森尻田左衛門橘重里
  - 横田常吉郎源詮秀
    - 小輪勝衛源義次
      - 丸茂柳吉郎源利秀
        - 丸茂與十郎源綱義（群馬県）

    - 井橋弥蔵

  - 築潜龍齋源重帯
    - 田中峰五郎
      - 田中幸助
        - 福島弘
          - 山田實

    - 新井由五郎